# Riedgraben (Helme)
Der Riedgraben im Oberlauf Schatebach ist ein rund sieben Kilometer langer, rechter Zufluss der Helme im Landkreis Nordhausen in Thüringen in Deutschland.

## Verlauf
Der Bach entspringt an einem Waldgebiet nahe Schate. Erst nachdem der Abfluss des Schateteiches zumündet, führt er ständig Wasser, da seine Quelle in trockenen Jahreszeiten versiegt. Er fließt ab der Quelle nach Norden, bevor er die Siedlung streift, dreht er nach Osten ab. Diese östliche Fließrichtung ändert er bis zu seiner Mündung in die Helme nicht mehr.